# 霍爾縣 (內布拉斯加州)
霍爾縣（英語：Hall County）是美國內布拉斯加州東南部的一個縣。面積1,430平方公里。根據美國2000年人口普查估計，共有人口53,534人。縣治格蘭德艾蘭 (Grand Island)。
成立於1858年11月4日，縣政府成立於1867年1月7日。縣名紀念代表艾奧瓦州的聯邦眾議員、內布拉斯加準州大法官奧克斯都·霍爾。